# Bolitoglossa jacksoni
Bolitoglossa jacksoni is een salamander uit de familie der longloze salamanders en het geslacht van de boleettongsalamanders. De soort is endemisch in Guatemala. De salamander komt daar voor in de vochtige, (sub)tropische bossen in de montane zone. Tussen 1975 en 2017 werd er geen individu van deze soort meer waargenomen. In 2017 werd een exemplaar gezien in het reservaat Finca San Isidro in het Cuchumatanesgebergte.

## Uiterlijk
Bolitoglossa jacksoni-wijfjes worden maximaal 65 mm lang en fel geel met een dorsale, chocoladebruine band en tussen de bruine band en het geel loopt een dunne, witte streep. De bruine band loopt over het algemeen over het midden van het gehele lijf en een zeer groot deel van de staart. De soort heeft zuigers aan zijn vingers, zodat het tegen bomen omhoog kan klimmen. De ogen zijn eveneens geel van kleur.

## Leefgebied
Doordat Bolitoglossa jacksoni slechts drie keer is waargenomen, is het leefgebied niet geheel bekend. Volgens de IUCN komt de soort in een heel beperkt gebied voor, dat ongeveer 12 km noordnoordoost van Santa Cruz Barillas ligt. Het juveniele mannetje werd ruim 300 meter hoger gefotografeerd dan de hoogte waarop wetenschappers (circa 1400 meter) hadden gedacht dat de soort voor zou komen.

## Expedities
De soort werd tijdens een expeditie in 1972 ontdekt door Jeremy Jackson en Paul Elias. Tijdens deze expeditie werden ook de soorten Bradytriton silus en Nyctanolis pernix ontdekt. Alle drie de soorten werden pas na 2009 opnieuw gevonden. Bradytriton silus werd in 2009 weer gezien, Nyctanolis pernix in 2010 de Bolitoglossa jacksoni pas weer in 2017.
De soort behoort tot de 25 "meest gezochte vermiste" soorten op de lijst met "lost species" van Global Wildlife Conservation. Dit komt doordat de soort tot en met 2017 slechts drie keer is waargenomen. Twee individuen zijn gevangengenomen. Hiervan is alleen het holotype van de soort, een jongvolwassen vrouwtje, bewaard gebleven. Het oudere vrouwtje bevond zich in gevangenschap in het Museum of Vertebrate Zoology, van Universiteit van Californië - Berkeley. Zij is uiteindelijk, mogelijk, ontsnapt, of uit het museum gestolen. De meest recente ontdekking is mogelijk een juveniel mannetje.